# 이수정 (심리학자)
이수정(李水晶, 1964년 2월 19일~)은 대한민국의 교수 겸 정치인이다. 경기대 교수로서 프로파일러들을 양성함과 동시에 페미니즘 정책이 사회에 반영될 수 있도록 정치에 열성적으로 참여하는 정치인이기도 하다. 20대 대선 국면에서 국민의힘 윤석열 후보 공동선대위원장을 역임하였다.
대법원 전문심리위원, 대검찰청 성폭력대책위원회 위원으로 전문가 참여제에 적극 참여하였고, 대검찰청 과학수사과 자문교수, 법무부 범죄예방정책국 평가위원, 한국여성심리학회 회장으로 활동했다. 25년간 작업공구로 무차별 폭력한 남편을 살해한 윤필정 사건에서는 전문가로 법정 증언을 하기도 했다. 이런 활동을 높이 평가받아 여성신문 주최의 '2015 미지상'을 수상하였다. 스토킹 방지법 등 각종 관련 법안 도입에 힘써 2019년 BBC 여성 100인 리더십 부분에 선정되었다.

## 학력
- 경복국민학교 (졸업)
- 상명대학교 사범대학 부속여자중학교 (졸업)
- 예일여자고등학교 (졸업)
- 연세대학교 문과대학 심리학과 (학사)
- 아이오와주립대학교 대학원 심리측정학과 (수료)
- 연세대학교 대학원 사회심리학과 (석사)
- 연세대학교 대학원 사회심리학과 (박사)

## 경력
- 대법원 양형위원회 전문위원
- 대검찰청 성폭력대책위원회 위원
- 경찰청 쇄신위원회 위원
- 경기대학교 대학원 범죄심리학과 교수
- 경기대학교 양성평등문화원 원장
- 경기대학교 교양학부 교수
- 경기대학교 교양조직학부 조교수
- 미국 샘휴스턴주립대학교 형사정책학부 교환교수
- 서울대학교 심리과학연구소 박사 후 연구
- 미래통합당 성폭력 대책 특별위원회 위원
- 경기대학교 인재개발처장
- 여성의당 외부자문위원
- 국민의힘 성폭력 대책 특별위원회 위원
- 국민의힘 4·7 재보궐선거 경선준비위원회 위원
- 국민의힘 나경원 서울특별시장 후보 정책 고문
- 국민의당 안철수 서울특별시장 후보 아동·여성·청소년 정책 자문역
- 법무부 감찰위원회 위원
- 서울비전 2030 위원회 공정·상생 도시 분과 위원
- 국민의힘 군 성범죄 진상규명 및 재발 방지 특별위원회 위원
- 국민의힘 선거대책위원회 중앙선거대책위원회 선거대책위원장단 공동선거대책위원장
- 국민의힘 선거대책위원회 중앙선거대책위원회 여성본부 고문
- 국민의힘 제20대 대통령 선거 선거대책본부 여성본부 고문
- 국민경제자문회의 민생경제분과위원
- 국민통합위원회 민생사기 근절 특별위원회 위원
- 제22대 국회의원 선거 수원시 정 (광교1,2동/매탄1,2,3,4동/원천동/영통1동) 국민의힘 후보
- 국민의힘 4·10 총선 중앙선거대책위원회 격차해소 특별위원회 공동부위원장(안전)
- 국민의힘 수원시 정 당협위원장
- 국민의힘 경기도당 정책개발본부 미래교육정책위원장
- 국민의힘 딥페이크 성범죄 대응을 위한 특별위원회 위원
- 국민의힘 인권위원장
- 제21대 대통령 선거 국민의힘 김문수 대통령 후보 경기도 선거대책위원회 공동선거대책위원장
- 제21대 대통령 선거 국민의힘 김문수 대통령 후보 직능총괄본부 여성안전본부장

## 저서
- 《범죄심리학》. 북카페. 2006년 3월 15일. ISBN 898929326X
- 《범죄심리학》. 북카페. 2006년 9월 5일. ISBN 8989293324
- 《최신 범죄심리학》. 학지사. 2010년 3월 10일. ISBN 9788963306025
- 《최신 범죄심리학》. 북카페. 2010년 9월 10일. ISBN 9788989293736
- 《최신 범죄심리학》. 개정4판. 학지사. 2018년 3월 10일. ISBN 9788999715167

### 공저
- 이수정·김경옥. 《사이코패스는 일상의 그늘에 숨어 지낸다》. 중앙M&B. 2016년 11월 9일. ISBN 9788964562222
- 이수정·이다혜. 《이수정, 이다혜의 범죄 영화 프로파일》. 민음사. 2020년 3월 31일. ISBN 9788937491306
- 이수정·이은진. 《이수정, 이은진의 범죄심리 해부노트》. 김영사. 2021년 6월 9일. ISBN 9788934986911
- 이수정·이다혜. 《이수정, 이다혜의 범죄 영화 프로파일 2》. 민음사. 2021년 11월 10일. ISBN 9788937442346

## 상훈
- 한국심리학회 심리검사제작상
- 2015년: 미지상

## 출연
- SBS 《그것이 알고 싶다》
- JTBC 《비정상회담》 2016년 9월 5일
- JTBC 《잡스》 2017년 4월 27일
- MBC 《100분 토론》 2018년 10월 9일[10] / 2018년 11월 6일[11]
- O tvN 《어쩌다 어른》 2018년 4월 11일
- EBS 1TV 《배워서 남줄랩》 2018년 7월 2일 / 7월 9일
- KBS 《대화의 희열》 2019년 3월 16일
- JTBC 《방구석 1열》 2018년 6월 15일 / 2019년 4월 12일
- KBS2 《무한리필 샐러드》 2019년 8월 ~ 수요일 〈이수정의 사건 재구성〉
- OLIVE 《밥블레스유 2》 6회 - 2020년 4월 23일
- TvN 《유 퀴즈 온 더 블럭》 85회 - 2020년 12월 16일
- KBS 《옥탑방의 문제아들》- 89회

## 역대 선거 결과
| 실시년도 | 선거   | 대수 | 직책     | 선거구         | 정당     | 득표수   | 득표율          | 순위 | 당락 | 비고 |
| -------- | ------ | ---- | -------- | -------------- | -------- | -------- | --------------- | ---- | ---- | ---- |
| 2024년   | 총선   | 22대 | 국회의원 | 경기 수원시 정 | 국민의힘 | 67,504표 | \| \| 49.13% \| | 2위  | 낙선 |      |
|          | 49.13% |      |          |                |          |          |                 |      |      |      |

## 소속 정당
| 소속 정당 | 소속 정당 | 소속 기간 | 비고      |
| --------- | --------- | --------- | --------- |
|           | 국민의힘  | 2023~현재 | 정계 입문 |

## 같이 보기
- 표창원
- 권일용